# Kobercové
Kobercové (anglicky The Carpet People) je kniha britského spisovatele Terryho Pratchetta. Poprvé byla publikována v roce 1971, ale později, když se autor stal více známým, byla přepsána. V autorově poznámce v přepsané verzi z roku 1992 stojí: "Tato kniha měla dva autory a oba jsou stejnou osobou."
Příběh knihy je zasazen do, i pro fantasy jistě netypického, prostředí koberce umístěného na podlaze pokoje. Hrdiny se stávají členové nepříliš civilizovaného kmenu Mizvoňů, kteří jako spousty ostatních rozmanitých tvorů, obývají tento koberec. Příběh knihy je zaměřen hlavně na jednotlivé příběhy postav, které nejvíce ovlivňují děj knihy. Jak se tyto postavy rozcházejí a opět potkávají, je děj, jak už je ostatně u Terryho Pratchetta obvyklé, rozpojován a opět spojován. V knize najdete spoustu pratchettovského humoru, myšlenek a nápadů, které mu jsou tak vlastní, a které jsou důležitou součástí jeho novel ze světa Zeměplochy. Před Zeměplochou totiž Pratchett popisoval dva placaté světy, jeden v této novele a jeden v novele Strata.

## Děj
Hlavními hrdiny knihy jsou dva bratři, Nerudel a Vzteklan. Pochází z kmene Mizvoňů, což je jeden malý kmen v širém koberci, který se však hlásí pod obrovskou Kašírijskou říši a platí jí daně. Oba bratři jsou z náčelnické rodiny - sám Nerudel, nesmírně silný, přestože o něco méně přemýšlivý muž, je náčelníkem, jeho bratr, který je o něco menší než on a více uvažuje, je bratrem náčelníka. Kmen má i kmenového šamana, který je však poněkud atypický, protože většinou nemává tygraločí kostí a nevydává šílené zvuky, tancuje u ohně, ale říká různé z ohledu moderní vědy racionální věci, Pomočula.
A jednoho dne udeří Smet. Smet je příšerná přírodní síla, proti které žádný obyvatel koberce nemůže bojovat - spíše si může lehnout na zem a čekat. Po Smetu chytí Vzteklan koně, kterému dá jméno Roland. Na něm dojedou do svého domova, o němž zjistí, že byl zčásti zničen. Krátce na to se objeví zvláštní páry očí a Pomočul kmenu vysvětlí, že jde o přerostlé černé tygraloky, pocházejících z dalekých pustin, na nichž jezdí pelicháni, pocházející z téhož místa. Kmen se vydá pryč, aby nebyl zlovolným národem pelichánů toužícím po moci zničen. Na své cestě narazí kromě Smetu a pelichánů hlavní i vedlejší hrdinové, k nimž se přidá jakýsi podivný muž zvaný Zkáza, který se zná s Pomočulem, na mnohé obtíže a další věci. Brzy se k nim připojí za jistých podmínek také malý král jménem Brokando, který je chce odvést do svého města, Vorváně. To je však obsazno pelichány, kteří se snaží takto vniknout do všech měst - prve se dostanou ke kořenu, to znamená k vládě města, a z něj dobyjí celou zemi. Avšak Brokando nenechá svou zemi v rukou těchto bestií, a kdo by byli Mizvoňové, kdyby mu nepomohli.